# كفر منصور (طوخ)
كفر منصور إحدى قرى مركز طوخ التابع لمحافظة القليوبية بجمهورية مصر العربية.

## السكان
بلغ عدد سكان كفر منصور 11,312 نسمة، حسب الإحصاء الرسمي لعام 2006.